# Azim Akbar
Azim Akbar (* 17. Dezember 2001 in Singapur) ist ein singapurischer Fußballspieler.

## Karriere
Azim Akbar erlernte das Fußballspielen in der Jugendmannschaft des Singapore Football Club sowie in der Juniorenmannschaft des Erstligisten Tanjong Pagar United. 
Sein Erstligadebüt gab der Juniorenspieler am 25. Februar 2022 (1. Spieltag) im Auswärtsspiel gegen 
Albirex Niigata. Bei dem 2:0-Auswärtssieg wurde er in der 90.+4 Minute für den Japaner Shodai Nishikawa eingewechselt. Als Juniorenspieler bestritt er 2022 zwei Erstligaspiele. Nach der Saison unterschrieb er bei Tanjong seinen ersten Profivertrag.